# Batalla de Tomóchic
La batalla de Tomóchic fue una acción militar sucedida entre las tropas de Francisco Villa comandadas por el Coronel Miguel Baca Valles y tropas del Ejército Estadounidense bajo el mando del Coronel George H. Dodd que tuvo lugar en el poblado de Tomochi, Chihuahua, el 22 de abril de 1916 durante la Expedición punitiva contra Francisco Villa. Los estadounidenses sufrieron 8 bajas y 6 heridos.